# Royaume de Chalcis
80 av. J.-C. – 92
(172 ans)
Entités précédentes :
- Royaume séleucide

Entités suivantes :
- Empire romain : 
Syrie

Le Royaume de Chalcis était un État situé dans la plaine de la Bekaa autour de la ville de Chalcis sub Libanum (aussi appelée Chalcis de Cœlé-Syrie), qui se trouverait sur les terres de l'actuelle ville de Anjar au Liban,.